# Oncko Wttewaall van Stoetwegen
Oncko Wttewaall van Stoetwegen (Rotterdam, 2 maart 1914 – 6 maart 1991) was een Nederlandse verzetsstrijder en een goede vriend van George Maduro. Zijn zus was de politica Christine Wttewaall van Stoetwegen.

## Jeugd
Wttewaall van Stoetwegen werd op 2 maart 1914 geboren in Rotterdam. Hij was de jongste van zeven kinderen van Henri Alexander Wttewaall van Stoetwegen en Catharina Cornelia van Swinderen. Henri was belastinginspecteur, terwijl Catharina zich bezig hield met religie. Hun adellijke afkomst werd niet van belang geacht. Het was belangrijk dat zij goede christenen waren. Hij had een moeilijke jeugd: in 1924 vertrok zijn broer Albert naar Amerika, in 1930 overleed zijn moeder en in 1936 overleed zijn oudste zus aan tuberculose. Christine was periodes afwezig door ziekte. In 1941 overleed zijn vader aan Parkinson. 
Na afronding van het gymnasium in 1935 besloot Wttewaall van Stoetwegen om naar Utrecht te gaan voor de studie rechten. 
In 1936 werd Wttewaall van Stoetwegen opgeroepen voor de dienstplicht. Hij was daarvoor al opgeroepen voor de grenadiers, maar had uitstel gekregen. Hij werd naar de School voor Reserve-Officieren der Cavalarie gestuurd, waar hij George Maduro leerde kennen. Samen reisden ze in het weekend terug naar Den Haag, waardoor ze elkaar regelmatig gesproken zullen hebben.

## Rol in de Tweede Wereldoorlog
Tijdens de meidagen van 1940 was Wttewaall van Stoetwegen reserveofficier in het leger. Hij was gelegerd in de buurt van Den Haag. Na de Nederlandse capitulatie belde hij gefrustreerd zijn familie op. “Die rot-Engelsen hebben ons in de steek gelaten en de ritmeester is ervandoor gegaan!” Voor de rest liet hij weten dat hij ongeschonden was en dat het goed ging. 
Na de meidagen is Wttewaall van Stoetwegen naar een studentenkamer in Leiden verhuisd. George Maduro bleef vaak bij hem overnachten als hij niet het risico wilde nemen om naar zijn eigen kamer te gaan. Op den duur werd duidelijk dat George een permanent onderduikadres nodig had, waarna Wttewaall van Stoetwegen het idee voorlegde aan zijn zus Christine. In geval van nood kon Maduro daar terecht. 
Zowel Wttewaall van Stoetwegen als Maduro sloten zich aan bij het verzet. Samen zouden zij wapens uit Duitse barakken hebben gestolen. 
In juni 1943 reisde Wttewaall van Stoetwegen af naar België om naar Zwitserland te vluchten. Eerst voelde Maduro er weinig voor om mee te gaan, maar later bedacht hij zich en de twee hadden het plan om via Spanje naar Engeland af te reizen. In september 1943 werden zij, met enkele geallieerde piloten, verraden door Prosper Dezitter. Het verraad werd meteen duidelijk doordat de Duitsers wensten te weten wie de twee Nederlanders in de groep waren. Ondanks pogingen van de vliegeniers om hen te beschermen, werden ze eruit gepikt. De piloten hadden namelijk allemaal hun identificatieplaatjes nog. Wttewaall van Stoetwegen en Maduro werden daarop afgevoerd naar de gevangenis van Saarbrücken. Daar ondernamen ze twee ontsnappingspogingen. De eerste keer mislukte doordat zij na een bombardement achterbleven om twee gewonde Polen uit te graven. Bij een andere poging wisten ze tot de poort te komen, waar ze gepakt werden door de directeur van de gevangenis.
Vanuit Saarbrücken werd Wttewaall van Stoetwegen doorgevoerd naar Sachsenhausen. Vanuit daar maakte hij in april 1945 de dodenmars mee vlak voor de bevrijding. Samen met Johan Ringers werden zij in een groep van 1800 personen weggestuurd. Tijdens de mars offerde Wttewaall van Stoetwegen zich op door iedere keer aan de windzijde te liggen als ze in het open veld moesten overnachten. Johan Ringers, de latere minister, was een van zijn medegevangenen. Ze raakten elkaar na 12 dagen kwijt.

## Na de oorlog
Na de oorlog wilde Wttewaall van Stoetwegen zich melden voor de mariniers. Er werd echter een plekje op zijn linkerlong gevonden, waardoor hij naar het ziekenhuis moest. Zijn zus Christine wilde graag dat hij zijn studie afmaakte, wat Wttewaall van Stoetwegen uiteindelijk deed in 1946.
Op 22 december 1949 trouwde Wttewaall van Stoetwegen met Machteld Wilhelmina van Loon. Ze zouden geen kinderen krijgen.
De rest van zijn leven bleef hij kampen met een trauma aan de oorlog. Meerdere malen wisselde hij van beroep. Hij ging onder andere aan de slag als advocaat-generaal, procureur, personeelschef en fabrikant. 
Uiteindelijk overleed Wttewaall van Stoetwegen op 6 maart 1991.

## Wetenswaardigheden
- Ongeveer honderd jaar voordat Wttewaall van Stoetwegen in dienst ging, waren zijn voorvaderen Oncko Quirijn Jacob Johan van Swinderen en Henri Wttewaall van Stoetwegen als studentsoldaat uitgetrokken tijdens de Tiendaagse Veldtocht in 1831.[2]